# Арышево
Арышево — деревня в Яйском районе Кемеровской области России. Входит в состав Марьевского сельского поселения.

## География
Деревня находится в северной части области, на левом берегу реки Яя, вблизи места впадения в неё реки Уда, на расстоянии примерно 9 километров (по прямой) к северо-северо-западу (NNW) от районного центра посёлка городского типа Яя. Абсолютная высота — 135 метров над уровнем моря.
Часовой пояс
Деревня Арышево, как и вся Кемеровская область, находится в часовой зоне МСК+4. Смещение применяемого времени относительно UTC составляет +7:00.

## История
Деревня была основана в 1836 году. В «Списке населенных мест Российской империи» 1868 года издания населённый пункт упомянут как инородческая деревня Арышева Томского округа (3-го участка) при реке Яе, расположенная в 130 верстах от окружного центра Томска. В деревне имелось 39 дворов и проживало 331 человек (167 мужчин и 164 женщины).
В 1911 году в деревне Арышевская, относившейся к Зырянской волости Мариинского уезда, имелся 71 двор и проживало 506 человек (250 мужчин и 256 женщин). Функционировали школа грамоты, три кожевенных заведения, две маслобойни и мелочная лавка.
По данным 1926 года имелось 145 хозяйств и проживало 816 человек (в основном — русские). Функционировала школа I ступени. В административном отношении село являлось центром и единственным населённым пунктом Арышевского сельсовета Судженского района Томского округа Сибирского края.

## Население
| 2010 |
| ---- |
| 133  |

Половой состав
По данным Всероссийской переписи населения 2010 года в гендерной структуре населения мужчины составляли 51,1 %, женщины — соответственно 48,9 %.
Национальный состав
Согласно результатам переписи 2002 года, в национальной структуре населения русские составляли 95 % из 144 чел.

## Улицы
Уличная сеть деревни состоит из одной улицы.